# 13500 Віскарді
13500 Віскарді (13500 Viscardy) — астероїд головного поясу, відкритий 6 серпня 1987 року.
Тіссеранів параметр щодо Юпітера — 3,320.